# Queen's Club Championships 2022
Queen's Club Championships 2022 (còn được biết đến với cinch Championships vì lý do tài trợ) là một giải quần vợt nam chuyên nghiệp thi đấu trên mặt sân cỏ ngoài trời tại Queen's Club ở Luân Đôn, Vương quốc Liên hiệp Anh và Bắc Ireland từ ngày 13 đến ngày 19 tháng 6 năm 2022. Đây là lần thứ 119 giải đấu được tổ chức và là một phần của ATP Tour 500 trong ATP Tour 2022.

## Điểm và tiền thưởng

### Phân phối điểm
| Sự kiện | VĐ  | CK  | BK  | TK | Vòng 1/16 | Vòng 1/32 | Vòng 1/64 | Q  | Q2 | Q1 |
| Đơn     | 500 | 300 | 180 | 90 | 45        | 20        | 0         | 10 | 4  | 0  |
| Đôi     | 500 | 300 | 180 | 90 | 0         | —         | —         | 45 | 25 | 0  |

### Tiền thưởng
| Sự kiện | VĐ       | CK      | BK      | TK      | Vòng 1/16 | Vòng 1/32 | Q2     | Q1     |
| Đơn     | €113,785 | €84,075 | €59,860 | €40,765 | €25,480   | €14,650   | €6,750 | €3,565 |
| Đôi*    | €40,200  | €30,240 | €21,760 | €14,340 | €9,020    | €5,000    | —      | —      |

*mỗi đội

## Nội dung đơn ATP

### Hạt giống
| Quốc gia | Tay vợt           | Xếp hạng1 | Hạt giống |
| -------- | ----------------- | --------- | --------- |
| NOR      | Casper Ruud       | 6         | 1         |
| ITA      | Matteo Berrettini | 10        | 2         |
| GBR      | Cameron Norrie    | 11        | 3         |
| USA      | Taylor Fritz      | 14        | 4         |
| ARG      | Diego Schwartzman | 15        | 5         |
| CAN      | Denis Shapovalov  | 16        | 6         |
| CRO      | Marin Čilić       | 17        | 7         |
| USA      | Reilly Opelka     | 18        | 8         |

- 1 Bảng xếp hạng vào ngày 6 tháng 6 năm 2022.[3]

### Vận động viên khác
Đặc cách: 
- Liam Broady
- Jack Draper
- Ryan Peniston

Miễn đặc biệt:
- Andy Murray[4]

Bảo toàn thứ hạng:
- Stan Wawrinka

Vượt qua vòng loại:
- Quentin Halys
- Paul Jubb
- Sam Querrey
- Emil Ruusuvuori

Thua cuộc may mắn:
- Denis Kudla

### Rút lui
Trước giải đấu
- Carlos Alcaraz → thay thế bởi  Filip Krajinović
- Gaël Monfils → thay thế bởi  Francisco Cerúndolo
- Andy Murray → thay thế bởi  Denis Kudla

## Nội dung đôi ATP

### Hạt giống
| Quốc gia | Tay vợt              | Quốc gia | Tay vợt       | Xếp hạng1 | Hạt giống |
| -------- | -------------------- | -------- | ------------- | --------- | --------- |
| USA      | Rajeev Ram           | GBR      | Joe Salisbury | 3         | 1         |
| CRO      | Nikola Mektić        | CRO      | Mate Pavić    | 8         | 2         |
| NED      | Wesley Koolhof       | GBR      | Neal Skupski  | 19        | 3         |
| COL      | Juan Sebastián Cabal | COL      | Robert Farah  | 22        | 4         |

- 1 Bảng xếp hạng vào ngày 6 tháng 6 năm 2022.

### Vận động viên khác
Đặc cách:
- Lloyd Glasspool /  Harri Heliövaara
- Jonny O'Mara /  Ken Skupski

Vượt qua vòng loại:
- André Göransson /  Ben McLachlan

## Nhà vô địch

### Đơn
- Matteo Berrettini đánh bại  Filip Krajinović, 7–5, 6–4

### Đôi
- Nikola Mektić /  Mate Pavić đánh bại  Lloyd Glasspool /  Harri Heliövaara, 3–6, 7–6(7–3), [10–6]

### Đơn xe lăn
- vs.

### Đôi xe lăn
- /  vs.  /